# Emisora Cultural UdeA
Emisora Cultural UdeA es una radio estación de carácter cultural y académico de la Universidad de Antioquia, con sede en el Edificio San Ignacio, en pleno centro de la ciudad colombiana de Medellín. Está integrada por ocho estaciones, dos de ellas con sede en Medellín, 1410 AM y 101.9 FM y las restantes ubicadas en las subregiones de Urabá, Bajo Cauca, Magdalena Medio, Suroeste, Oriente y Occidente  antioqueños.
Esta emisora es pionera de las radio estaciones culturales de Colombia y universitarias de América Latina. Fue fundada el 9 de noviembre de 1933 y desde entonces se ha caracterizado por ser un medio de comunicación abierto, plural y respetuoso de las manifestaciones culturales del mundo, del derecho internacional a la información, y de los lineamientos institucionales de la Universidad de Antioquia.
Las frecuencias subregionales de la Emisora son: Turbo 102.3 FM, para Urabá; Caucasia, 96.3 FM, para el Bajo Cauca; Puerto Berrío, 94.3 FM, para el Magdalena Medio; Andes, 100.9 FM., para el Suroeste; El Carmen de Viboral, 103.4 FM, para el Oriente; y 90.6 FM. en el Occidente antioqueño.

## Historia
Había pasado un decenio desde que la radio se había conformado como servicio regular en los países más desarrollados del mundo, y ya en Medellín se tenía una emisora: la primera emisora cultural de Colombia y la primera emisora universitaria de América Latina. La emisora surgió en 1933, como resultado de la experimentación física de dos profesores de esa materia, José J. Sierra y Próspero Ruiz, que unieron su interés investigador al de varios alumnos y conformaron una emisora casera de onda corta. Dicho experimento consistió en un equipo de onda corta, bajo la frecuencia HJDU con una banda de 62 metros. La primera sorpresa fue que ese artesanal intento traspasó no solo las fronteras de la ciudad, sino también las de Colombia, y consiguió hacerse escuchar en más de dieciocho países, según testimonia José J. Sierra, primer director de la emisora, en el número de enero de 1937 de la Revista Universidad de Antioquia.
Luego, con el apoyo del Departamento de Antioquia y del municipio de Medellín, se pudo acceder a un equipo de onda larga en la frecuencia HJAU, 1100 kilociclos, con una banda de 272 metros. Gracias a esto, el Ministerio de Correos, otorgó la licencia con la que comenzó a funcionar la Emisora Cultural y Experimental de La Universidad de Antioquia en 1938. Al contar con la licencia y con la nueva frecuencia HJ4ABU, 8650 kilociclos y una banda internacional de 34 metros, se renovaron los equipos y se estableció una programación diaria. La Emisora comenzó a hacer parte del acontecer de la ciudad y además de prestar un servicio informativo y cultural, se convirtió en un recurso para los párrocos de las iglesias, quienes mantenían sus relojes sincronizados con el de la estación.
El rector de aquella época, Clodomiro Ramírez, se sentaba en la ventana de su oficina con el equipo de onda corta y, acompañado por radioaficionados de la ciudad, se comunicaba con sus similares del mundo entero, generando diálogos e intercambios sobre los más distintos temas del conocimiento. Estos diálogos eran escuchados por los párrocos y todos los demás oyentes de la primitiva emisora, que ya desde ese entonces reflejaba las principales corrientes del pensamiento y de la ciencia de las cuales se nutría. En aquella época, José J. Sierra escribió:

Ha llegado el momento en que la luz del Alma Máter se coloque sobre el candelabro para que brille e ilumine a todos los de la casa, no es justo que su enseñanza se circunscriba al área del aula, desperdiciando un elevado porcentaje del poder instructor de su doctrina. El pensamiento y la idea necesitan volar como el ave y correr como el viento, pero en la Universidad encontrarán la aceleración de la luz cabalgando sobre el electrón.

Y continuaba:

Estas estaciones puestas en manos activas y servidas por profesionales de todos los ramos: medicina, derecho, artes, comercio, matemáticas, pedagogía, tienen un poder de penetración y de conquista en el espíritu, incomparablemente superior a toda otra campaña que en persecución de la divulgación científica se pueda emprender. Necesitamos cultura y más cultura.

Desde su comienzo, la emisora se estableció como "la voz de la Universidad", y no solo empezó a brindar cultura y más cultura, sino que además se perfiló como reflejo de la vida universitaria, en áreas como la investigación, la académica, el pensamiento o las expresiones artísticas. Y también como reflejo de algo muy importante: la relación de la Universidad con la comunidad a partir de entonces, y hasta hoy en día, luego de más setenta y cinco años: la emisora pasó a ser el medio masivo de mayor cubrimiento y duración en esa relación, pero, sobre todo, el principal testigo del crecimiento y los aportes de la Universidad a la vida de Colombia.
Bajo la dirección de Julio César Arroyave en 1945, se compraron 1.500 discos de larga duración, en formato de acetato, lo que significó un valioso aporte para la programación, era un auténtico suceso escuchar las sinfonías de Beethoven interpretadas por las pocas orquestas sinfónicas que existían en el mundo en aquel momento, la Emisora Cultural ha tratado de mostrar las diferentes corrientes musicales de una manera pedagógica. En ese mismo año, la sede de la Emisora, se trasladó al segundo piso de la Facultad de Economía, en Girardot con Pichincha. Un año más tarde, sería nuevamente trasladada a la Facultad de Derecho, en el tercer piso del Edificio San Ignacio.
En ese entonces, la Emisora cumplía la misión de informar, de manera imparcial, sucesos relevantes para la historia de Colombia. Sin embargo, El 9 de abril de 1948, día del asesinato del caudillo liberal Jorge Eliécer Gaitán, los equipos fueron apagados y se impidió que se divulgara lo que estaba sucediendo.
Bajo la dirección de Jorge Montoya Toro, quien sería en tres ocasiones director de la Emisora, se publicó el Boletín de Programación, el cual educaba a la comunidad en aspectos relacionados con el arte y la cultura, y, de la misma manera, ofrecía una programación mensual de la Emisora. En 1952, el director Abel García Valencia, empeñado en que se prestara un mejor y más amplio servicio de información, extendió la potencia a 1 kilovatio en la frecuencia HJAU, 1410 kilociclos, banda de 212 metros onda larga y HDJU 4805 kilociclos, banda de 62 metros en onda corta.
La Emisora Cultural Universidad de Antioquia, ya no era solo un experimento, sino que cumplía una importante y trascendental función de información y educación en la vida política, cultural y social de Medellín, fue testigo de tiempos y circunstancias que sin duda, incidieron en la historia de Colombia y el mundo, tales como, tomas guerrilleras, dos cierres oficiales (uno de ellos por parte del entonces gobernador de Antioquia, Óscar Montoya, en represalia por un programa sobre la masacre de las bananeras) y las voces de polémicos protagonistas de la vida nacional, como Gonzalo Arango, e internacional, como Salvador Allende.
Pero no solo pasaron las voces polémicas. Los micrófonos de la emisora se abrieron para transmitir las pausadas voces de Jorge Luis Borges y Pablo Neruda, la encendida de Ernesto Sabato o la juvenil de Mario Vargas Llosa. Y las voces de los personajes locales, León de Greiff, Ciro Mendía o Manuel Mejía Vallejo.
A comienzos de la década de los 60, entró en funcionamiento la amplitud modulada -AM- y ya la Emisora podía emitir su señal a ciudades nacionales como Riohacha, Barranquilla, Santa Marta, Buga e Ipiales, al tiempo que recibía señales de países de todos los continentes. En 1965, cuando la emisora funcionaba en la plazuela de San Ignacio, alumnos de la Universidad que participaban en una protesta por la invasión de Estados Unidos a República Dominicana se envolvieron en un efusivo enfrentamiento con la policía, en el que la peor parte no la tuvieron los estudiantes, ni la fuerza pública, sino la sencilla sede de la emisora, que resultó bastante perjudicada, por lo que nuevamente la Emisora fue trasladada, esta vez al tercer piso de la Biblioteca Central, donde pudo transmitir conciertos de piano en directo, y tuvo además radioteatro. Tiempo después volvió al Edificio San Ignacio. En el año de 1975, se cambiaron nuevamente los equipos de radiodifusión.
En 1983, en la celebración del cincuentenario de la emisora, el humanista y defensor de los derechos humanos, Héctor Abad Gómez -quien mantuvo un programa radial en AM hasta el momento de su muerte-, escribió en su columna periodística:

Ojalá las directivas, el cuerpo profesoral, estudiantes y la ciudadanía en general se dieran cuenta de la enorme importancia potencial que tiene la difusión de la ciencia, del arte y de la cultura por los modernos medios de comunicación masiva y se hiciera el enorme propósito de transformar a la Universidad de un ghetto encerrado en una torre de marfil, en un inmenso faro que proyectara hacia toda la comunidad antioqueña las inmensas reservas de conocimientos, sabiduría y servicio que la Universidad ha acumulado en sus años de funcionamiento.

En 1990, se inauguró la estación 101.9 FM, con la nueva frecuencia permitió un reordenaniento de la programación: las franjas musicales y literarias pasaron al FM, mientras que la frecuencia de amplitud modulada se dedicó a nuevos programas de carácter social y educativo, para propiciar mayores encuentros entre los conocimientos y una proyección cada vez más sólida hacia la comunidad. Más tarde, mientras se restauraba el Edificio San Ignacio, la Emisora funcionó en una casa ubicada en el barrio Prado de Medellín, donde permaneció por espacio de tres años.
En la década de los noventa, pasaron por la Dirección de la Emisora, Luis Alfonso Yepes, Carlos Patiño, Alba Lucía Henao y desde 1998, hasta el día de hoy, Beatriz Elena Mejía.
Para la celebración de los 65 años de la radio estación, se inauguró en 1999 la nueva sede en el Edificio San Ignacio, en donde cuenta con amplios espacios, además se estrenó, los transmisores de 101.9 F.M y de 1.410 A.M. 
En 2005, la Universidad con el apoyo de la Gobernación de Antioquia –Secretaría de Educación para la Cultura y el Idea– y la Escuela de Gobierno y Políticas Públicas de Antioquia Guillermo Gaviria Correa, adelantó la regionalización de la Emisora Cultural para fortalecer su presencia en el Departamento y proporcionar a la comunidad regional nuevas oportunidades de acceso a la educación formal y no formal, a la información y a la cultura. Este proyecto propuso la creación de una red de radiodifusión educativa que enlazara, en principio, las regiones donde la Universidad tiene seccionales: Urabá 102.3 F.M, Bajo Cauca 96.3 FM, Magdalena Medio 94.3 FM, Suroeste 96.4 FM, Oriente, 103.4 FM, y 93.9 para el Occidente antioqueño.
El sistema radial educativo, está diseñado para que las estaciones, conectadas mediante un canal dedicado, emitan contenidos, en directo o en diferido, de manera autónoma o enlazadas con una matriz que puede ser cualquiera de las emisoras que conforman el sistema, incluida la de Medellín. Esta iniciativa facilita un diálogo interregional permanente que integre a toda la comunidad antioqueña.
Sistema de Radio Educativa fue uno de los hechos más significativos para la radio colombiana en los últimos años, muy especialmente para la universitaria, importancia que trascendió, incluso, al ámbito latinoamericano.

## Fonoteca
Con la llegada de la Emisora Cultural, surgió entonces la preocupación por conservar los sonidos que forman parte de la memoria no solo la Universidad de Antioquia, sino la comunidad antioqueña y nacional y que la Emisora ha estado recopilando. Por esta razón se creó la Fonoteca con el objetivo de cuidar y conservar este acervo sonoro, además de darlo a conocer.
La fonoteca cuenta más de seis mil cintas magnetofónicas, dos mil casetes y siete mil discos de acetato (LP), en las cuales están consignadas importantes entrevistas, conferencias y programas de gran valor artístico, cultural, académico e histórico, que son fuente de consulta e investigación para docentes, universitarios y público en general.
Igualmente, como parte de su proceso de actualización tecnológica, la emisora cuenta con una importante colección de música en formato electrónico, destacándose los cerca de siete mil discos compactos (CD) de música clásica y no clásica y dos mil minidiscos (MD), que contienen charlas, seminarios y las conferencias del programa institucional Martes del Paraninfo. Entre los proyectos más importantes se destaca la transferencia de contenidos de formato análogo a digital, lo que permite garantizar la conservación y la preservación del archivo sonoro original en condiciones óptimas, además, los formatos digitales son de fácil manejo, permitiendo que la comunidad tenga fácil acceso a ellos. 
La Fonoteca cuenta con todas las condiciones y requisitos del protocolo internacional de preservación y conservación del patrimonio sonoro, que consiste en almacenar el material en condiciones climáticas adecuadas, bajo una temperatura fría y de humedad relativa baja, con la supervisión de personal experto en el tratamiento de estos recursos.
Por estas razones, hoy la Fonoteca es una de las más importantes de Latinoamérica, no solo por la cantidad de archivos sonoros con que cuenta, sino además por las óptimas condiciones de conservación en que estas cintas se encuentran.